# Аліфе
Аліфе (італ. Alife) — муніципалітет в Італії, у регіоні Кампанія,  провінція Казерта.
Аліфе розташоване на відстані близько 170 км на схід від Рима, 60 км на північ від Неаполя, 30 км на північ від Казерти.
Населення — 7678 осіб (2014).
Щорічний фестиваль відбувається 11 серпня. Покровитель — Papa Sisto I.

## Демографія
Населення за роками:

Станом на 1 січня 2023 року в муніципалітеті офіційно проживало 227 іноземців з 29 країн, серед них 59 громадян країн Євросоюзу та 10 громадян України.

## Сусідні муніципалітети
- Альвіньяно
- Бая-е-Латіна
- Драгоні
- Джоя-Саннітіка
- П'єдімонте-Матезе
- Сан-Потіто-Саннітіко
- Сант'Анджело-д'Аліфе

## Міста-побратими
- Алатрі, Італія (1985)
- Гловно, Польща (1990)